# Palacio Municipal (Montevideo)
El Palacio Municipal és la seu del govern (Intendencia Municipal) de Montevideo, Uruguai. Ubicat sobre l'avinguda principal de la ciutat, la 18 de Julio, va ser dissenyat per l'arquitecte uruguaià Mauricio Cravotto.

## Informació
La construcció va començar l'any 1935 i va ser inaugurat el 16 de juliol de 1941, tot i que l'edifici actual difereix del model de 1929 de Cravotto. La seva torre principal mesurava 114 metres, la qual cosa hauria suposat que fos l'edifici més alt de la ciutat, però per motius econòmics només va assolir els 78 metres, romanent en segona posició després del Palacio Salvo. Tampoc no tenia cap revestiment de maons. Les zones dels dos costats, l'esplanada subterrània, i el garatge van ser construïts posteriorment, donant l'edifici la seva aparença actual.
Tot i no ser l'edifici més elevat de Montevideo, la seva localització a l'Avenida 18 de Julio, sobre el cim d'un turó, fa que l'edifici sigui més vistós. El terreny de l'edifici va començar el seu desenvolupament el 1867.
Davant l'entrada principal hi ha una gran rèplica de bronze del David de Miquel Àngel. L'atri de l'edifici alberga exhibicions d'art, d'artesania, i de diverses expressions culturals, mentre que al costat dret hi ha una còpia de la Victòria de Samotràcia. L'ala oest compta amb un Museu d'Història de l'Art. El Centre Municipal de Fotografia inclou l'Arxiu Fotogràfic de Montevideo, el qual és un servei on la gent pot adquirir còpies del material de l'Arxiu. Darrere de l'edifici hi ha un ascensor extern que porta a la gent cap a l'última planta. En aquest lloc també hi és la Direcció de Necròpolis, la qual supervisa els cementiris de la ciutat.